# Warcisław X de Poméranie
 Warcisław X de Poméranie (né vers 1435 - 17 décembre 1478) duc de Poméranie-Wolgast. Il a d'abord régné sur Barth et Rügen (1457-1459) puis également sur Wolgast de 1459 à sa mort.

## Biographie
Il fait comme son frère Éric II de Poméranie ses études à Greifswald. Après la mort de leur père Warcisław IX de Poméranie le 17 avril 1457 il lui succède comme duc de Poméranie sous le nom de Warcisław X à Rügen et Barth, après un partage avec son frère Éric II qui conserve Wolgast. Lorsqu'Éric II hérite du droit de son épouse de Slawno et Slupsk en 1459, il lui cède Wolgast.
Après la mort de la peste en 1464 du jeune duc de Stettin Otto III de Poméranie, un conflit met aux prises Éric II, Warcisław X et le prince électeur de Brandebourg Frédéric II. Finalement, Stettin est attribué à Éric II, qui cède Wolgast à Warcisław X qui y règne jusqu'à sa mort sans héritier. Son domaine revient alors à son neveu Bogusław X de Poméranie, qui réunifie la Poméranie.

## Unions et postérité
Il épouse en premières noces le 5 mars 1454, Élisabeth de Brandenbourg (née vers 1425 - † après 31 janvier 1465), veuve de Joachim le Jeune, fille du margrave Jean IV de Brandebourg-Kulmbach et de sa femme Barbara de Saxe. Ils ont 3 enfants :
- Svantibor (V) (1454 - après le 3 mai 1464)
- Ertmar (1455 - après le 3 mai 1464)
- Christophe (~ 1449/1450 - † jeune)

Warcisław X épouse ensuite à Schwerin le 28 novembre 1475, Magdeleine de Mecklenbourg († 2 avril 1532, inhumé à Barby Saint Johannis), fille de Henri de Mecklembourg-Stargard et de sa seconde épouse Marguerite de Brunswick-Lunebourg, qui ne lui donne pas de descendance. Veuve, Marguerite se remarie le 14 juillet 1482 avec Burkhard comte de Barby († 1505).

## Sources
- (en) & (de) Peter Truhart, Regents of Nations, K. G Saur Münich, 1984-1988,  (ISBN 359810491X), Art. « Pommer/ Pomerania », p.  2.439-2442.
- Anthony Stokvis, Manuel d'histoire, de généalogie et de chronologie de tous les États du globe, depuis les temps les plus reculés jusqu'à nos jours, préf. H. F. Wijnman, éditions Brill à Leyde 1890-1893, réédition 1966, volume III, chapitre VIII et tableau généalogique n° 10 « Généalogie des ducs de Poméranie ».